# نادي الأنصار (لبنان)
نادي الأنصار الرياضي هو نادي كرة قدم لبناني تأسس سنة 1951 في منطقة الطريق الجديدة ببيروت.
وفي سنة 1954 انضم إلى الإتحاد اللبناني لكرة القدم. يضم النادي أكثر من لعبة رياضية ككرة القدم والعاب القوى والشطرنج، إلا أن شهرته الاوسع اكتسبت من كرة القدم، من خلال سيطرة الفريق على مختلف المسابقات الكروية المحلية بعد الحرب الأهلية في لبنان. يلقب الأنصار بـ«زعيم الكرة اللبنانية» و«الزعيم الأخضر» وذلك لإحرازه لقب الدوري المحلي في خمس عشرة مناسبة (منها 11 مرة متتالية مما أهله للدخول بكتاب غينيس) والكأس ستة عشر مرة، بالإضافة إلى تأهله للدور ربع النهائي في دوري أبطال آسيا أكثر من مرة في عصره الذهبي في تسعينيات القرن العشرين.
الأنصار أحد أكثر الأندية شعبية في لبنان، حيث تنتشر جماهير الزعيم الأخضر في مختلف المناطق اللبنانية، وإن كانت النسبة الكبرى من مناصري الفريق من أبناء الطائفة السنية في بيروت وصيدا والبقاع، والشمال الذي يعتبر «قلعة الأنصاريين».
يعتبر نادي النجمة الخصم اللدود للأنصار منذ ثمانينات وتسعينيات القرن العشرين وإلى الوقت الحالي، بالرغم من تبدل حال الناديين وتفوق أحدهما على الآخر بحقبات عدة، وبروز فرق كالصفاء والعهد منذ بداية الألفية الثانية كمنافسين جديين على الدوري والكأس. مباراة الأنصار والنجمة بقيت ذات طابع خاص وبطولة مصغرة ولطالما شهدت لقاءات الفريقين احتكاكات داخل الملعب بين اللاعبين وخارجه بين الجماهير وذلك لما يمثل الفريقين من ثقل جماهيري فسميت هذه المواجهة بكلاسيكو لبنان وهي من أكثر المواجهات الكروية إثارة وندية في الوطن العربي.
يرأس النادي النائب نبيل بدر منذ العام 2012، ويقود الجهاز الفني فيه حاليا المدرب اللبناني يوسف الجوهري.

## تاريخ النادي
في العام 1938 تنادت كوكبة من شباب بيروت في منطقة الطريق الجديدة، إلى تأسيس نادٍ لكرة القدم، يحمل اسم الأنصار. نجحت الجهود بتحقيق الفكرة في العام 1948، حين ظهر أول فريق للأنصار، وأول هيئة إدارية برئاسة مصطفى الشامي، ومن أعضائها: سعد الدين خالد، ومحي الدين خالد، وخالد بعيون، وسعيد غزاوي، وأحمد الكعكي. وطرح أعضاء النادي في البداية ان يكون الاسم هو «الانتصار»، ولكن كان هناك فريق بذات الاسم في منطقة الشياح، عندها طرح رئيس النادي مصطفى الشامي أن يكون الاسم هو «الأنصار» تيمناً بأنصار الرسول محمد.
في العام 1949 ترأس أمين عيتاني هيئة إدارية جديدة، كان أعضائها خميس الأسير، وعمر مكداش وأحمد السماك. وفي العام 1951 قدمت الهيئة الإدارية الجديدة برئاسة مصباح دوغان طلباً رسمياً للترخيص للنادي وشكلت من بين أعضائها هيئة تأسيسية لهذه الغاية من ثلاثة أنصاريين هم: محمد زهير الجندي وسعد غزاوي ويحيى مبيض. وتقدمت بطلب إلى الجهات الرسمية المختصة، للحصول على ترخيص قانوني يمنح النادي حق ممارسة لعبة كرة القدم بشكل رسمي على كل الأراضي اللبنانية. ومنذ ذلك التاريخ، أعتمد العام 1951 سنة تأسيسية لنادي الأنصار الرياضي، يزين مشعل الأنصار في شعاره الرسمي. تم اعتماد رخصة الأنصار في منطقة الغبيري (محافظة جبل لبنان) وليس بيروت العاصمة، كونه لا تعطى الإجازة المنصوص عليها في المادة الأولى للجمعيات الرياضية في المدن والقرى اللبنانية إلا نسبة لعدد سكانها، فلكل عشرة آلاف نسمة أو جزء منها جمعية لكرة القدم. ولما كان عدد الجمعيات في منطقة بيروت مكتملاً، رأى الأنصاريون أن يحصلوا على الترخيص في منطقة الغبيري، لكي يتسنى لهم المشاركة في الدورات الرسمية، وعندما تسنح الفرصة، ينقلون الرخصة إلى بيروت، وهذا بالضبط ما حدث عام 1965. بعدها بسنتين تحديداً، صعد الأنصار إلى دوري الدرجة الأولى في العام 1967، بقيادة أسطورة النادي وأيقونته التاريخية عدنان الشرقي كلاعباً ومدرباً حينها.
وفي سنة 1977 بدأ تاريخ متجدد في نادي الأنصار الرياضي، مع رئاسة سليم دياب للنادي وهو يحمل في يده عدة البناء، فنجح بإصراره وكده وعمله بالمشاركة مع إخوانه في أن يحقق للأنصار نقلة تاريخية، ظن فيها الحلم الذي كان يراود الآباء المؤسسين فنقله من فريق لكرة القدم إلى مؤسسة رياضية اجتماعية وطنية. ترافقت القيادة الإدارية لدياب بإدارة فنية ناجحة لعدنان الشرقي وكوكبة من اللاعبين التاريخيين كعدنان بليق وناصر بختي وإبراهيم الدهيني ثم عمر أدلبي وجمال طه وفادي علوش ومحمد المسلماني وعبد الفتاح شهاب وعلي فقيه.

## ملاعبه ومقراته في الماضي والحاضر
بدأ الأنصار تمارينه على ملاعب عدّة، حين كان في بيروت أراض بور يقضي فيها الشباب والناشئون أوقات يومهم في الرياضة. فكان الشباب يتدربون في حرج بيروت حيث ملعب النجوم وقبلها على ملعب الصفاء في وطى المصيطبة، ويذكر أن عدداً من لاعبي الأنصار انضموا إلى نادي الصفاء قبل حصول الأنصار على الترخيص الرسمي الذي يجيز لهم الدفاع عن رمز النادي، وكانت هناك وحدة حال بين الصفاء والأنصار، بل إن الصفاء كان من أقرب الأندية إلى الأنصار.
ولعل نشأة الأنصار في منطقة الطريق الجديدة في شارع حمد جعله قريباً من منطقة حرج بيروت، والتمارين وسط الحرج بين أشجار الصنوبر كان يضفي أجواء ممتعة وصحية، ويساعد على رفع اللياقة من جراء استنشاق الهواء النقي المشبع بالأكسجين. وانتقلت التمارين إلى أرض جلول الواسعة المواجهة لبناء آل صبرا. وكانت الأرض قاسية، مما جعل اللاعبين يكتسبون الجلادة والقوة والجسارة. وكانت ألعابهم تدل على ذلك، وكان دكان عفيف البابا حيث مركز الأنصار لسنوات عدة هو مركز تجمع اللاعبين، فيضعون ثيابهم وحاجياتهم في العليّة ويذهبون بثيابهم الرياضية إلى ملعب للتدريب أو لخوض المباريات.
وتدرب فريق الأنصار لسنوات طويلة في الملعب البلدي القديم الذي يعتبر «الرئة» لمنطقة الطريق الجديدة، وبحكم موقعه القريب جداً من النادي، كان يظن الكثيرون أن هذا الملعب هو ملك للأنصار. وعرف الأنصار كيف يحافظ على هذا الملعب حتى خلال أحداث الحرب الأهلية اللبنانية، وصرفت إدارة النادي الملايين في سبيل صيانة الملعب، وإنشاء حاجز حديدي حوله، وتمت زراعته بالحشيش الأخضر ليكون جاهزاً لإقامة المباريات عليه، وطلب الأنصار من محافظ مدينة بيروت تأجيره الملعب ليحوّله على نفقته إلى إستاد يفخر به لبنان، يكون مدينة رياضية واسعة، يستقبل الرياضيين وعائلاتهم، والمشجعين وأهاليهم. ولكن أمل الأنصار لم يتحقق، ويمكن القول أن للملعب البلدي علاقة وطيدة مع الأنصار، خصوصاً وأن مقر النادي لم يكن بعيداً عنه منذ نشأة النادي وحتى اليوم، لذلك بقي دوماً رمزاً من رموز النادي.
وبعد توقف التمارين على أرض الملعب البلدي، نقل الأنصار تمارينه إلى ملعب حبيب أبي شهلا الترابي، كما تدرب الأنصار أيضاً على ملعب جامعة بيروت العربية.
جاء إنشاء ملعب التدريب الخاص بنادي الأنصار بين طريق المطار القديمة (الكوكودي) والأوتوستراد السريع المؤديين إلى مطار رفيق الحريري الدولي، في منتصف العام 2000، ليكون حلاً بديلاً عن مشروع «مدينة الأنصار الرياضية»، المشروع الذي حالت الظروف الخارجة عن إرادة المسؤولين في النادي بتنفيذه، فوجدوا ضالتهم بتشييد ملعب ضمن منشأة تدريبية تبلغ مساحتها 16 ألف متر مربع.
تنقَّل نادي الأنصار على مدى تاريخه الطويل بين سبعة مقرات كان أولها دكان آل القاطرجي، في منطقة أبو شاكر، وآخرها في بناية عيتاني (ساحة الملعب البلدي)، وبين هذا وذاك حكاية طويلة من الكفاح والجهد خاضها أبناء النادي والمؤسسون الأوائل لإيجاد مكان ٍ يجمع الأنصاريين. وهنا عرض لعناوين هذه المقرات:
- المقر الأول: دكان آل القاطرجي منطقة أبو شاكر، قرب حلويات أبو فؤاد ببدل ايجار 25 ليرة.
- المقر الثاني: بيت آل السماك منطقة أبو شاكر.
- المقر الثالث: بيت آل ياسين مكان نادي الصياد سابقاً، مقابل ملعب بيروت البلدي.
- المقر الرابع: منزل الحارس خليل الهندي، خلف مسجد عمر بن عبد العزيز.
- المقر الخامس: دكان عفيف البابا قرب محطة الدنا.
- المقر السادس: ملك آل الجندي ساحة الملعب البلدي، الطابق الأول، فوق مطعم الشمعة (بنك البحر المتوسط حالياً).
- المقر السابع (الحالي): بناية عيتاني، الطابق الثاني، تجاه الملعب البلدي.

## البطولات
حصل النادي على 15 لقبا للدوري و 15 للكأس منذ عام 1988 وحتى عام 2021. مثل الأنصار لبنان خارجيا مرات عديده ومن أبرز مبارياته الخارجية فوزه غلى الشباب السعودي 3-0 وإقصائه من دوري ابطال آسيا سنة 1994 ومن ثم بلوغه الدور ربع النهائي. وهنا أبرز القاب النادي:

### بطولة لبنان لأندية الدرجة الثانية
أحرز بطولة لبنان لأندية الدرجة الثانية عام 1967

#### بطولة الدوري العام اللبناني لأندية الدرجة الأولى: (15 مرة)
- موسم 87-1988
- موسم 89-1990
- موسم 90-1991
- موسم 91-1992
- موسم 92-1993
- موسم 93-1994
- موسم 94-1995
- موسم 95-1996
- موسم 96-1997
- موسم 97-1998
- موسم 98-1999
- موسم 2005-2006
- موسم 2006-2007
- موسم 2020-2021
- موسم 2024-2025

#### مسابقة كأس لبنان: (16 مرة)
- موسم 87-1988
- موسم 89-1990
- موسم 90-1991
- موسم 91-1992
- موسم 93-1994
- موسم 94-1995
- موسم 95-1996
- موسم 98-1999
- موسم 01-2002
- موسم 05-2006
- موسم 06-2007
- موسم 09-2010
- موسم 11-2012
- موسم 16-2017
- موسم 20-2021
- موسم 23-2024

### كأس السوبر: (6 مرات)
• 1996: الأنصار × النجمة (2-0)
• 1997: الأنصار × النجمة (1-0)
• 1998: الأنصار × الهومنمن (4-2)
• 1999: الأنصار × الهومنمن (2-2) – (3-0 بركلات الترجيح)
• 2012: الأنصار × الصفاء (1-0)
2021: الأنصار x النجمة (2-2)(5-4 بركات الترجيح)

### كأس النخبة: (مرتان)
• 1997: الأنصار × النجمة (2-0)
• 2000: الأنصار × التضامن صور (1-0)

### مسابقة كأس الاتحاد: (مرتان)
• 98-1999 الأنصار × السلام زغرتا (4-0)
• 99-2000 الأنصار × التضامن صور (1-0)

### ألقاب أخرى
- دورة البقاع العربية لكرة القدم:
- دورة البقاع العربية الأولى 1994: شارك فيها كل من أندية الزمالك المصري والإسماعيلي المصري ومنتخب قطر ومنتخب سوريا للشباب والأنصار والنجمة. **المباراة النهائية: الأنصار × الإسماعيلي المصري (0-0) – (6-5 بركلات الترجيح)
- دورة البقاع العربية الثانية 1995: شارك فيها كل من الإسماعيلي المصري والكرامة السوري والاتحاد القطري والأنصار والنجمة والهومنتمن.
  - المباراة النهائية: الأنصار × الكرامة السوري (1-0)
- دورة البقاع العربية الثالثة 1999: شارك فيها كل من النصر السعودي والوحدة السوري والوحدات الأردني والأنصار والنجمة والتضامن صور.
  - المباراة النهائية: الأنصار × الوحدة السوري (1-0)

## الدخول إلى كتاب غينيس وأهم الاحصاءات
دخل الأنصار إلى موسوعة غينيس بصفته النادي الوحيد في العالم الذي حقق بطولة النوادي الوطنية إحدى عشرة مرة متتالية من موسم 1988الى موسم 1999. وعلى هذا الأساس أرسلت إدارة الموسوعة العالمية مندوبها السيد نيل هايز إلى لبنان ليسلم الرئيس سليم دياب شهادة تثبــّت رسميا ً إدراج اسم النادي في الموسوعة. وقد كسر هذا الرقم لاحقا. يذكر أن فريق رنجرز Rangers الإسكوتلندي كان منافس الأنصار في هذا الإنجاز حينها، عندما حقق الفريق الإسكوتلندي بطولة بلاده 10 مرات متتالية بدأها عام 1989.

### في الدوري اللبناني
- أكثر فريق أحرز الدوري: 13 مرة منها 11 مرة متتالية - رقم قياسي عالمي.
- أكثر عدد أهداف في دوري واحد: موسم 92 - 93 (79 هدفا ً في 32 مباراة أي بنسبة 2.4).
- أكثر فريق سجل أهدافا ً في دوري واحد: موسم 97 - 98 (72 هدفا ً في 26 لقاء أي بنسبة 2.7).
- أكثر فريق سجل أهدافا ً في تاريخ الدوري: 768 هدفا ً في 394 مباراة أي بنسبة 1.9 (الرقم حتى موسم 2002-2003).
- أكثر فريق حصد نقاطا ً في تاريخ الدوري: 718 نقطة ً في 394 مباراة (الرقم حتى موسم 2002-2003).
- أكثر فريق حقق انتصارات متتالية: 17 انتصار بدأها بالفوز 3 × 0 على فريق الأرز على ملعب الصفاء ضمن الأسبوع الثاني من مرحلة الذهاب في موسم 1990 - 1991، وأنهاها في الأسبوع الخامس من مرحلة الإياب بتغلـّبه على الأهلي صيدا على الملعب نفسه وبالنتيجة ذاتها. وهذا الرقم هو الثالث عالميا ً بعد رقم فريق سلتيك الإسكتلندي والبالغ 25 فوزا ً ممتاليا ً حققها خلال بطولتي 2002 - 2003 و2003 - 2004، ورقم الأهلي المصري البالغ 21 فوزا ً متتاليا ً حققها خلال بطولتي 2003 - 2004 و2004 - 2005.
- أكثر فريق حافظ على سجله خاليا ً من الخسارات: 90 مباراة دون أية خسارة بين موسمي 1974 - 1975 و1992 - 1993 (6 مواسم). أي مـنـذ مباراة الأنـصـار والهومنمن عـلى ملعب بلدية برج حمود في 23 / 7 / 1975 وانتهت لمصلحة الهومنمن 1 × 0؛ أما أول خسارة بعد هذه السلسلة الطويلة فكانت من النجمة على ملعب برج حمود أيضا ً وبنتيجة 2 × 1.
- الفريق الوحيد الذي لم يخسر في أية مباراة طيلة أربع مواسم متتالية: من موسم 1987 - 1988 حتى موسم 1991 - 1992 (68 مباراة تخللتها 10 تعادلات)..
- أعلى نتيجة حققها: على حساب الشبيبة المزرعة 11 × 1 في موسم 1991 - 1992 على ملعب الصفاء.

### في كأس لبنان
- أكثر فريق يحرز الكأس: 14 مرة.
- أكثر اللاعبين اللبنانيين مشاركة في نهائي كأس لبنان: جمال طه - 13 مرة.
- أكثر فريق تسجيلا في نهائي الكأس: 31 هدفا ً.

إحصاءات فردية
- اللاعب الأكثر تهديفا ً في تاريخ الدوري: فادي علوش بـــ 113 هدفا ً بين عامي 1987 و 1997.
- اللاعب الأكثر تهديفا ً في دوري واحد: فادي علوش 32 هدفا ً في موسم 1990 - 1991 - ثالث الهدافين العرب.
- أكثر اللاعبين إحرازا ً للدوري مع فريق واحد في بلاده والعالم: الكابتن جمال طه 11 مرة..
- أكثر حارس حافظ على نظافة شباكه: علي فقيه 1511 دقيقة في 16 مباراة، وهو رقم قياسي عالمي، وذلك خلال دوري 1996 - 1997. ويأتي في المركز الثاني، الحارس محمد الشريف بـ 897 دقيقة خلال دوري 1989 - 1990.
- الحاج عدنان الشرقي - جنرال الأنصار والكرة اللبنانية: أكثر مدرب يحرز بطولة الدوري في لبنان والعالم : 11 مرة. أفضل مدرب آسيوي عن شهر تموز 1996. أفضل مدرب لبناني مواسم : 1996 - 1997 / 1998 - 1999 / 2004 - 2005 . أكثر مدرب في العالم يقود ذات الفريق : من 1967 حتى 2000.
- فادي علوش - عميد الهدافين اللبنانيين: 113 هدفا ً تحاكي الأمجاد والبطولات، سجلها لاعب واحد هو فادي علوش. إنه «بلدوزر الأنصار» و«عميد الهدافين اللبنانين» في الدوري اللبناني، بكل ما للكلمة من معنى. بدأ مسلسل هز ّ الشباك من بطولة موسم 1987 - 1988 حتى تركه الأنصار بعد موسم 1996 - 1997. وجاءت الأهداف الـ 113 على الشكل التالي :
- بـين 1987 و1990 : 10 أهـداف
- موسم 1990 - 1991 : 32 هدفا ً
- موسم 1991 - 1992 : 17 هدفا ً
- موسم 1992 - 1993 : 27 هدفا ً
- موسم 1993 - 1994 : 9 أهداف
- موسم 1994 - 1995 : 12 هدفا ً
- موسم 1995 - 1996 : 3 أهداف
- موسم 1996 - 1997 : 3 أهداف

## الفئات العمرية
تعتبر الفئات العمرية في نادي الأنصار من الركائز الأساسية لتخريج اللاعبين المميزين للوصول للفريق الأول فكان لابد من تاسيس قطاع فني وإداري عمد على إطلاق أكاديمية لتخريج اللاعبين الصغار من المميزين ليتدرجوا في الفئات العمرية (اشبال- ناشئون-شباب -امال حتى الفريق الأول)وانطلقت الأكاديمية عام 2002 على ملاعب النادي طريق المطار وكانت ثمرة الأكاديمية احراز شباب الأنصار بطولة لبنان ثلاث مرات متتالية 2009-2010-2011 وبطولة الناشئين عام 2010 و 2018 فضلاعن ترفيع عدد كبير من الاعبين إلى الفريق الأول امثال اللاعبين محمد عطوي -قاسم مناع -قاسم أبو خشفة -انس أبو صالح- عبد الفتاح عاشور -قاسم ليلا - عمر ادلبي - حسن مغنية -معتز الجنيدي وغيرهم.

## تشكيلة الفريق
- آخر تحديث: 30 سبتمبر 2022.[2]

ملاحظة: تشير الأعلام إلى المنتخب بحسب قواعد الأهلية المعتمدة من قبل الفيفا؛ تنطبق بعض الاستثناءات المحدودة. وقد يحمل اللاعبون أكثر من جنسية لا تعترف بها الفيفا.
| الرقم | البلد   | المركز | اللاعب       |
| ----- | ------- | ------ | ------------ |
| 1     | لبنان   | حارس   | هادي كنج     |
| 2     | لبنان   | مدافع  | حسين الدر    |
| 3     | لبنان   | مدافع  | خالد علي     |
| 4     | لبنان   | مدافع  | أنس أبو صالح |
| 5     | لبنان   | مدافع  | نصار نصار    |
| 6     | لبنان   | مدافع  | مكسيم عون    |
| 7     | لبنان   | مهاجم  | كريم درويش   |
| 8     | لبنان   | وسط    | خالد محسن    |
| 9     | السنغال | مهاجم  | الحاج مالك   |
| 10    | لبنان   | مهاجم  | حسن معتوق    |
| 11    | لبنان   | وسط    | يوسف الحاج   |
| 12    | لبنان   | مدافع  | عبد الله عيش |
| 13    | لبنان   | وسط    | يحيى الهندي  |

| الرقم | البلد       | المركز | اللاعب          |
| ----- | ----------- | ------ | --------------- |
| 14    | لبنان       | وسط    | نادر مطر        |
| 15    | مالي        | مدافع  | إشاكا ديارا     |
| 16    | لبنان       | مدافع  | حسن شعيتو       |
| 20    | لبنان       | وسط    | علي تنيش        |
| 28    | تونس        | وسط    | حستم اللواتي    |
| 30    | لبنان       | مدافع  | زياد جمال الدين |
| 77    | دولة فلسطين | وسط    | محمد حبوس       |
| 78    | لبنان       | مدافع  | سعد يوسف        |
| 80    | لبنان       | مهاجم  | سيزار أبي شقرا  |
| 88    | لبنان       | وسط    | غاازي حنيني     |
| 91    | لبنان       | حارس   | نزيه أسعد       |
| 99    | لبنان       | مهاجم  | أحمد حجازي      |
| —     | لبنان       | مهاجم  | فايز شمسين      |

## اقرأ أيضا
- قائمة ملاعب لبنان
- قائمة أندية كرة القدم في لبنان